# STS-51-G
STS-51-G (ang. Space Transportation System) – osiemnasta wyprawa w ramach programu lotów amerykańskich wahadłowców i piąta promu kosmicznego Discovery. NASA była bardzo zadowolona, że udało się zrealizować trzy kolejne starty ze średnią częstotliwością jeden start miesięcznie.

## Załoga[1]
- Daniel Brandenstein (2)*, dowódca
- John Creighton (1), pilot
- Shannon Lucid (1), specjalista misji 1
- John Fabian (2), specjalista misji 2
- Steven Nagel (1), specjalista misji 3
- Patrick Baudry (1), specjalista ładunku 1 (Francja)
- Sultan ibn Salman Al Su’ud (1), specjalista ładunku 2 (Arabia Saudyjska)

*(liczba w nawiasie oznacza liczbę lotów odbytych przez każdego z astronautów)
Załoga to trzon zespołu odsuniętego od wyprawy STS-51-D. Zespół, do którego zostali dokooptowani Francuz Patrick Baudry oraz przedstawiciel Arabii Saudyjskiej, a jednocześnie organizacji Arabsat. Zarówno więc załoga, jak i ładunki użyteczne nadawały misji charakter międzynarodowy.

## Cel misji[1]
Umieszczenie na orbicie satelitów telekomunikacyjnych Morelos 1 – dla Meksyku, Arabsat-1B – dla organizacji komunikacji satelitarnej utworzonej przez 21 krajów arabskich i OWP, i Telstar-3D – dla amerykańskiego koncernu AT&T. Ponadto znalazł się tam satelita astronomiczny Spartan-1 przeznaczony do odzyskania po krótkotrwałym samodzielnym locie oraz sześć pojemników GAT do doświadczeń nad wytopem materiałów w stanie nieważkości.

## Przebieg misji
Po starcie silniki główne wahadłowca wprowadziły go na wstępny tor o parametrach: 343÷61 km przy nachyleniu 28,5°. Po 30 minutach silniki OMS zmieniły orbitę tak, że przebiegała na wysokości 352÷354 km.

Już pierwszego dnia wyprawy uwolniono z ładowni satelitę Morelos 1. Był to geostacjonarny obiekt serii HS-376 firmy Hughes, przeznaczony do utrzymywania łączności telefonicznej, TV i dalekopisowej. Dysponował 18 kanałami pracującymi w paśmie C i 4 w paśmie Ku. Wraz z drugim podobnym obiektem oraz siecią stacji naziemnych miał świadczyć usługi telekomunikacyjne dla kilkunastu tysięcy wiosek meksykańskich. Następnego dnia opuścił komorę towarową Arabsat-1B zbudowany przez zespół firm, którymi kierowała francuska Aerospatiale, a po kolejnej dobie, Telstar-3D – zbliżony budową do Moralesa 1. Wszystkie trzy satelity telekomunikacyjne były wyposażone w pomocnicze człony rakietowe PAM-D, które wprowadziły je na wydłużone orbity eliptyczne sięgające w apogeum wysokości, jaka charakteryzuje tor geostacjonarny. Przelatując przez apogeum uruchomiły własne silniki korekcyjne i stały się obiektami stacjonarnymi względem Ziemi.
Powodzeniem zakończyły się również eksperymenty prowadzone po raz pierwszy za pomocą mającego masę 1100 kg i długość około 3,5 m obiektu Spartan (Shuttle Pointed Autonomous Research Tool for Astronomy). Umieszczono go na orbicie korzystając z ramienia manipulatora RMS, a następnie po około 40 godzinach w ten sam sposób odzyskano, by sprowadzić na Ziemię i wykorzystać w przyszłych lotach wahadłowców. Spartan 1 miał za zadanie dostarczyć podczas samodzielnego lotu danych dotyczących pochodzenia i zachowania się gorącego gazu w dużych gromadach galaktyk oraz budowy centralnej części Drogi Mlecznej. Dawniej tego typu badania prowadzono za pomocą rakiet sondażowych, wobec czego seanse pomiarowe trwały każdorazowo zaledwie 5 minut. Spartan wydłużył ten czas 400-krotnie.
Po wyładowaniu satelitów astronauci przystąpili do realizacji pozostałych eksperymentów. Najgłośniejszym było doświadczenie z reflektorem odbijającym wysłany z Ziemi promień lasera małej mocy. Chodziło o weryfikację jednej z technik, jaka miała być wykorzystana w programie SDI. Reflektor zwierciadlany odbył drogę w kosmos w pojemniku, a na orbicie załoga przymocowała go 9 śrubami wizjera włazu z lewej strony kabiny. Reflektor miał średnicę około 21 cm (z obudową ponad 26 cm) i wysokość 18 cm. Wobec błędnego zaprogramowania komputerów pokładowych wahadłowiec był źle ustawiony w przestrzeni, mimo że astronauci widzieli niebieski błysk lasera o mocy 4 W. Dwie następne powtórki były udane. Powadzono Discovery laserem przez około 5 minut.    
Równocześnie z lotem Spartana wewnątrz Discovery Patric Baudry prowadził na sobie (a także mając za pacjenta Al Su’uda) doświadczenia biomedyczne. Były one powtórzeniem eksperymentów, jakie realizował Chretien na pokładzie Saluta 7. Baudry obsługiwał też piec do krystalizacji kierunkowej, by otrzymać trwałe magnesy. Natomiast dowódca i drugi pilot testowali nowe układy i metody pilotażu oraz instalacje pokładowe.
Wyprawa STS-51-G zakończyła się 24 czerwca 1985 roku lądowaniem w bazie Edwards w Kalifornii.

## Parametry misji[3]
- Masa: 
  - startowa orbitera: 116 310 kg
  - lądującego orbitera: 92 607 kg
  - ładunku: 20 174 kg
- Perygeum: 358 km
- Apogeum: 369 km
- Inklinacja: 28,5°
- Okres orbitalny: 91,8 min